# Gilleshütte 31 (Korschenbroich)

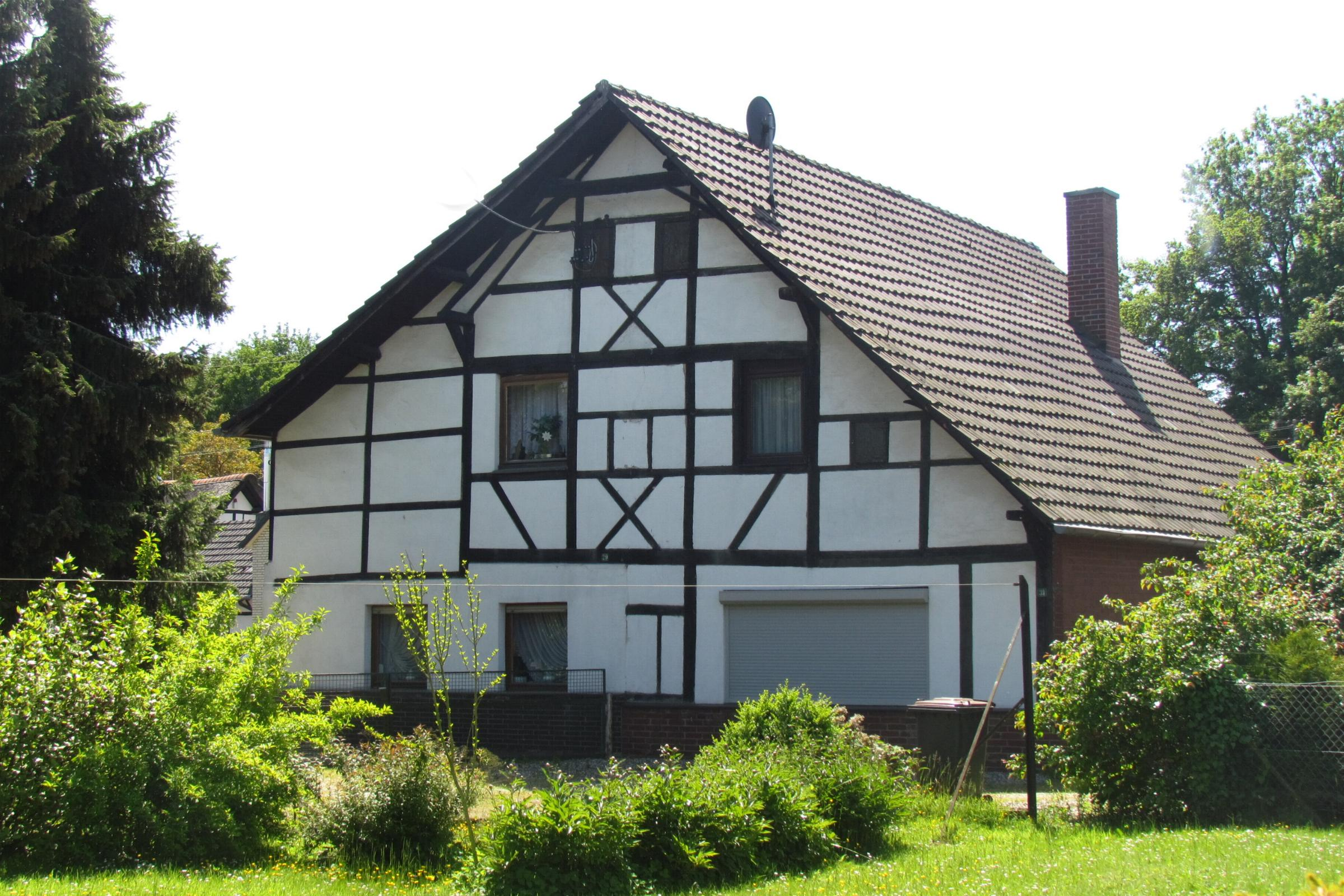
Fachwerkständerbau

Das Wohnhaus Gilleshütte 31 steht in Korschenbroich  im Rhein-Kreis Neuss in Nordrhein-Westfalen.
Das Gebäude wurde im 19. Jahrhundert erbaut und unter Nr. 010 am 21. August 1985 in die Liste der Baudenkmäler in Korschenbroich eingetragen.

## Architektur
Es handelt sich um einen Fachwerkständerbau, der nur noch jeweils an den Giebelseiten Reste von Fachwerk aus der Zeit um 1700 zeigt. Im 20. Jahrhundert wurde das Gebäude modernisiert, erweitert, und stark verändert.